# Isola Fossara
Isola Fossara è una frazione del comune di Scheggia e Pascelupo (PG).
Secondo i dati del censimento Istat del 2001 è popolata da 152 abitanti. Il paese si trova lungo la strada che porta da Scheggia a Sassoferrato, ad un'altezza di 440 m s.l.m., ed è quasi totalmente dominato dalla mole del monte Catria, che si erge dirimpetto.
Gli studiosi di toponomastica affermano che il toponimo "ISOLA" venga dal latino del Basso Impero che significa "luogo isolato", specialmente fluviale in territorio rurale, escluso pertanto il significato urbano di case popolari in affitto o gruppo di case isolate. Si tratta di territorio trovatosi anticamente su una biforcazione fluviale  o sulla confluenza di due corsi d'acqua; nel nostro caso, Isola  è sulla confluenza del fiume Sentino con il fiume Artino reso celebre da san Romualdo per la fondazione sulle sue rive dell'abbazia di Sitria e dal miracolo dei pesci, come narra san Pier Damiani.

## Storia
Alcune ipotesi storiche asseriscono che il primo nucleo abitativo, nel territorio di Isola Fossara, sia stato dovuto a popolazioni umbre stanziatesi nel territorio alcuni secoli avanti l'Era Cristiana. Prima della costruzione della via Flaminia (220 a.C.) e del conseguente attraversamento del Passo del Furlo, una delle vie più veloci per raggiungere l'Adriatico dall'interno dell'Umbria passava per Scheggia, scavalcava il Corno del Catria e a Isola prendeva due diramazioni, una seguendo il fiume Cesano verso Senigallia, e l'altra seguendo il fiume Sentino verso Sassoferrato, Frasassi, il fiume Esino, Ancona.
Con la caduta dell'Impero Romano e l'invasione dei Longobardi nel VI secolo, Isola e il suo territorio fece parte del Ducato di Spoleto, compresa nel Gastaldato di Nocera, che con Carlo Magno divenne Contea e aveva i suoi confini nella gola del Corno: infatti, al di là del Corno, verso Scheggia, iniziava l'Esarcato di Ravenna. Data la lontananza dal Gastaldo di Nocera, probabilmente Isola in epoca longobarda fu sede dello Sculdascio, che riscuoteva le tasse e amministrava la giustizia sotto il controllo del Gastaldo. Entrata a far parte del Ducato di Urbino intorno al 1385, lo storico di Foligno Ludovico Jacobilli nel 1643 racconta che, in quegli anni, il castello di Isola Fossara era governato dal conte Giulio Cesare Odasi da Urbino; gli Odasi già con l'incarico di preposti all'istruzione dei figli del Duca, ebbero il titolo di Conti di Isola Fossara dal Duca Francesco Maria della Rovere, il 21 settembre 1523. Nel suo territorio erano compresi gli abitati di Casequattro e Casacce. Sembra che i conti Odasi avessero giurisdizione anche su Serra Sant'Abbondio e Pascelupo. La vasta Comunanza Agraria, attiva ancora oggi, ci riporta a questa centenaria autonomia di Isola Fossara. Nel 1298 ci furono aspri contrasti tra Gubbio e Sassoferrato per il possesso del castello di Dolio e del Monte della Guardia, non lontani da Isola.
Uno dei primi documenti che parlano di Isola è dell'anno 1384, custodito nell'Archivio di Stato di Gubbio, dove si dice che il comune di Gubbio stabilì di costruire una nuova fortificazione a Isola Fossara. La sua storia, in epoca comunale, si intreccia con quella di Gubbio che cercava di espandere il suo territorio a danno delle città limitrofe ma ecclesiasticamente fin dall'alto medioevo è appartenuta sempre alla diocesi di Nocera, che aveva il suo territorio diocesano racchiuso nell'estremo nord-ovest del Ducato di Spoleto, coincidendo in quei tempi lontani i confini civili con quelli ecclesiastici ma questi ultimi sono rimasti immutati per oltre mille e trecento anni.
Nei resoconti della raccolta delle decime per il Papa, nella diocesi di Nocera, da parte del tesoriere del Ducato di Spoleto Giovanni Rigaldi negli anni 1333 e 1334, interviene don Franceschino, rettore della chiesa di San Benedetto di Isola, che paga 16 soldi e 8 denari cortonesi. È il primo ricordo storico, scritto di Isola. Però tra le carte dell'Eremo di Fonte Avellana si conserva un atto di donazione del 1078 con cui un certo Sanso, nobile di origine longobarda lascia all'Eremo, per il suffragio della sua anima, tutto quello che possiede in terreni, nella contea di Nocera, nei fondi di Isola, di Cordenasi, Inferno, Rotondo e altri luoghi limitrofi. Essendo Isola vicino all'Eremo e nominata per prima, sembrerebbe che si tratti di Isola Fossara.
La chiesa di San Benedetto, sul colle, poi ricostruita nel centro abitato, dipendeva dalla famosa e vicina abbazia di Sitria, che fungeva anche da parrocchia e conservava il fonte battesimale che fu trasferito in San Benedetto nel 1580, per ordine del prelato commendatario Ludovico Cesi; nell'elenco delle chiese della diocesi di Nocera alla fine del Trecento, è registrato che il rettore di San Benedetto di Isola doveva versare al vescovo, ogni anno, 20 libbre di soldi. Nel 1784 a Isola erano attive con scopi religiosi e sociali quattro Confraternite: del Santissimo Sacramento, del Rosario, di Sant'Antonio e del Cristo Morto.
Nell'inverno del 1826 vi pernottò il papa Leone XII, della famiglia dei conti della Genga con il suo seguito. Era ritornato nel suo feudo per sistemare alcune cose di famiglia e del nuovo comune di Genga da lui eretto. Il Pontefice volle prendere la via del Sentino per Scheggia e tornare a Roma. Fattosi ormai tardi e reso pericoloso il Passo del Corno, tornato indietro, fu ospitato nella grande casa della famiglia di Pietro Giovannini, in cui si è conservata memoria scritta. Il giorno dopo, in portantina, per l'aspro sentiero sul monte Catria raggiunse il territorio di Scheggia dove erano ad aspettarlo le carrozze con in cavalli e continuò il viaggio per la via Flaminia verso Roma.
Nel 1573 Isola aveva 360 abitanti; nel 1634, 150 abitanti; nel 1928, 623 abitanti; nel 1946, 670 abitanti; nel 1958, 443 abitanti; nel 1990, 182 abitanti.
Annesso il Ducato di Urbino allo Stato della Chiesa nel 1631, Isola fino all'epoca napoleonica fece parte della Delegazione di Urbino, poi sotto Napoleone fu del Dipartimento del Musone e aggregata alle Marche, continuando ad avere una certa indipendenza; con la Restaurazione, fu di nuovo Delegazione di Urbino fino al 1860, quando con Gubbio, Scheggia e Pascelupo entrò a far parte della vasta provincia di Perugia, nel Regno d'Italia.
In alcuni documenti storici, non mancano alcune confusioni tra Isola Fossara ed un toponimo simile, il monastero di Sant'Andrea dell'Isola di Manfredo, localizzato nei pressi di Costacciaro.

## Economia e manifestazioni
Da sempre gli isolani sono andati verso Roma per lavoro. Agli inizi del Novecento, ci fu una forte emigrazione negli Stati Uniti d'America, la maggior parte andò in Pennsylvania per lavorare nelle miniere di carbone: a Scranton, Archbald, Eynon, Jermyn, Jessup, Olyphant, Peckville, si possono trovare cognomi come Andreoli, Berardi, Buselli, Garelli, Giovannini, Gregori, Masci, Moriconi, Santarelli e Sebastianelli,Moriconitutti originari di Isola.
La vicinanza del parco regionale del monte Cucco ha favorito lo sviluppo di un turismo legato all'escursionismo; gran parte delle attività economiche sono comunque ancora legate all'agricoltura.

### La Festa del Maggio
L'antico rituale delle cosiddette "Nozze Verdi" qui ha luogo con la Festa del Maggio, un rito sentito e partecipato, che si svolge annualmente, e che consiste nella scelta e nel taglio di due alberi di Faggio, denominati Maggio e Giunta a cui si aggiunge la "Cima" (o Palo), che saranno oggetto della devozione popolare. I due tronchi, opportunamente ripuliti e lavorati, vengono poi uniti in un sol pezzo ed innalzati il 13 giugno, in onore di sant'Antonio. L'imponente macchina, alta più di 20 m, rimane eretta vicino alla chiesa del paese sino al giorno di san Pietro, il 29 giugno.

## Monumenti e luoghi d'interesse
- Il Corno del Catria è un'imponente parete di calcare massiccio, risultante dall'apertura di una faglia in direzione NNE-SSW. Il calcare ha un'età stimata intorno ai 200 milioni di anni e costituisce la roccia più importante in tutto l'Appennino Centrale. Al di sotto della faglia si trovano affioramenti di scaglia rossa;

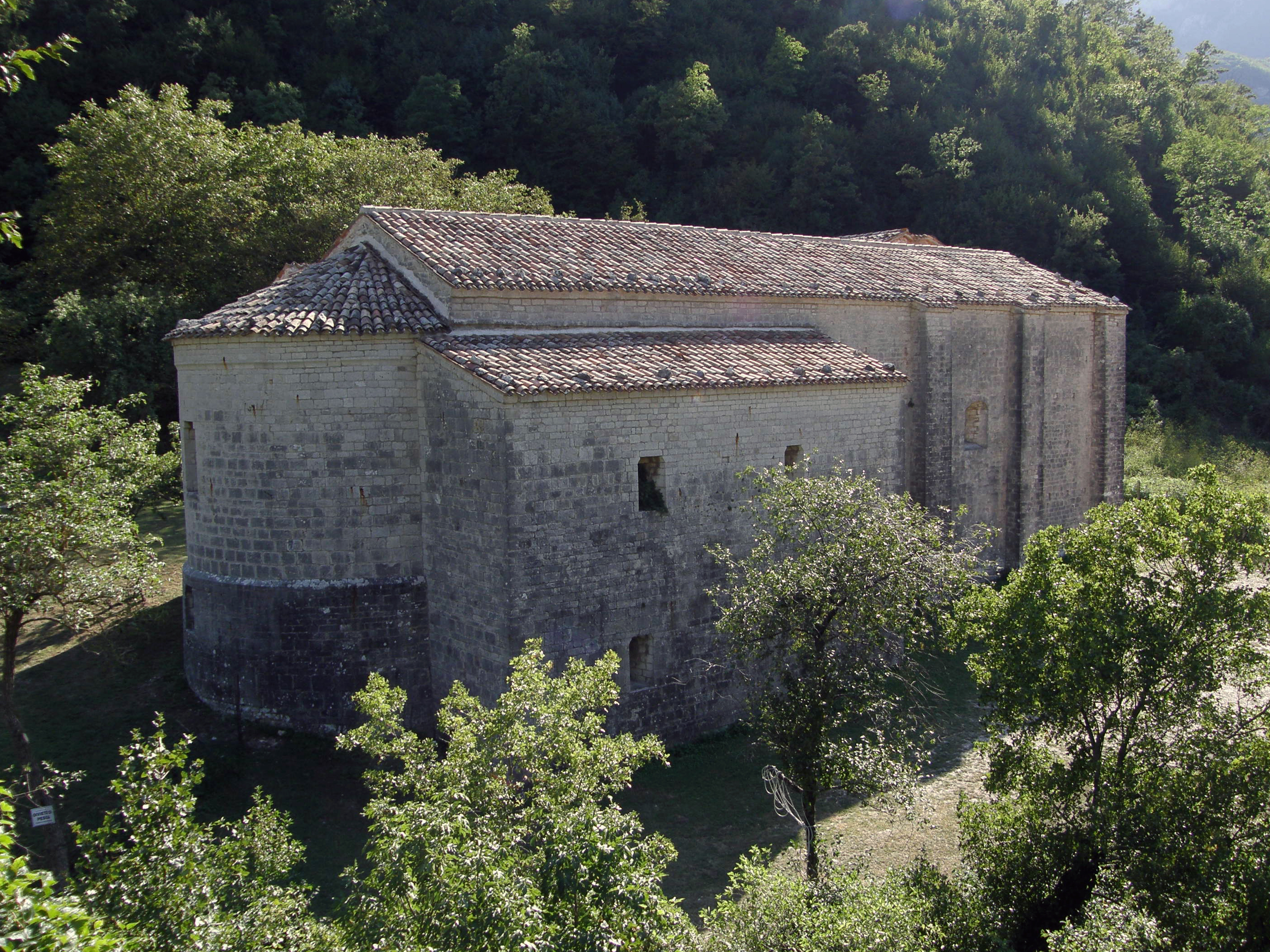
L'abbazia di Santa Maria di Sitria, fondata da San Romualdo nel 1014 alle pendici del Monte Catria

- L'abbazia benedettina di Santa Maria di Sitria, fondata da san Romualdo e costruita nel 1021. La chiesa è composta da un'unica navata, in linee romanico-gotiche. Nel catino dell'abside si trova un affresco risalente al XVIII secolo, raffigurante la Crocifissione, di autore ignoto. L'altare ha la mensa formata da un unico blocco di pietra sostenuto da 13 colonnine; dieci originali, furono rubate negli anni settanta. La cripta sottostante presenta una volta sorretta da una colonna di granito con capitello di marmo, quasi sicuramente proveniente da una costruzione di epoca romana. Nel sotterraneo viene indicato il luogo dove san Romualdo fu rinchiuso per sei mesi. Il monastero, esistente fino alla metà del XIX secolo, è ora quasi completamente distrutto. Sulla montagna di fronte al cenobio, ancora oggi viene indicato un "loco" dove era stato costruito l'eremo per i monaci più austeri, dipendente dal monastero.
- L'abbazia benedettina di Sant'Emiliano in Congiuntoli.

## Sport
- Torrentismo, lungo la gola del Corno, tracciata dal fiume Sentino.